# Lac Mazais Baltezers
Le lac Mazais Baltezers est un lac de Lettonie situé sur le territoire d'Ādažu novads dans le sud-est de la Vidzeme. Sur ses bords se trouvent les localités de Baltezers et d'Alderi.

## Le plan d'eau

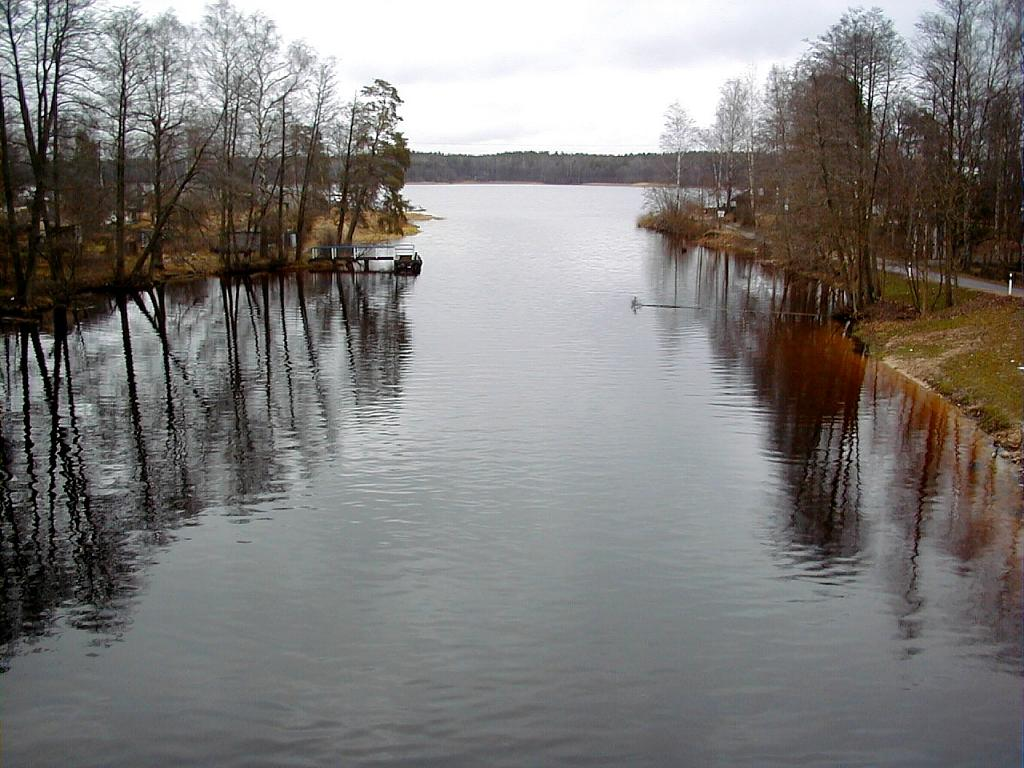
Canal émissaire de Mazais Baltezers

Le plan d'eau s'étend sur 1,987 km². Le niveau du lac se situe à 0,1 mètre d'altitude. Sa profondeur maximale est de 10,3 m.
Au début du XXe siècle, un canal de 430 m est créé reliant le Mazais Baltezers et le lac Lielais Baltezers, dans le but de faire baisser le niveau du Mazais Baltezers et aussi de créer la voie de transport de bois depuis la Gauja vers le port de Vecmīlgrāvis (Vecmīlgrāvja osta) à Riga.

## Milieu naturel
Ses rives sont généralement basses. Le fond du lac est essentiellement sablonneux couvert d'une couche de dépôts alluviaux. On y relève douze espèces de poissons.
Tout comme pour le Lielais Baltezers, à la suite de l'urbanisation croissante des berges, se pose le problème de pollution du lac et de la nappe d'eau souterraine par les eaux usées, étant donné que la plupart des habitations construites à la va-vite ne comportent pas de système tout à l'égout.